# Sporisorium andropogonis-finitimi
Sporisorium andropogonis-finitimi är en svampart som först beskrevs av André Maublanc, och fick sitt nu gällande namn av Vánky & Mouch. 2000. Sporisorium andropogonis-finitimi ingår i släktet Sporisorium och familjen Ustilaginaceae.   Inga underarter finns listade i Catalogue of Life.